# 卡瓦佐卡尼科
卡瓦佐卡尼科（義大利語：Cavazzo Carnico），是意大利弗留利-威尼斯朱利亚大区乌迪内省的一个市镇。总面积38平方公里，人口1109人，人口密度29.2人/平方公里（2009年）。ISTAT代码为030021。